# Mattiastrum gracile
Mattiastrum gracile là loài thực vật có hoa trong họ Mồ hôi. Loài này được (Czerniak) Czerep. mô tả khoa học đầu tiên năm 1981.